# Костел святих Петра і Павла (Олика)
Костел святих Петра і Павла — парафіяльний римо-католицький храм у місті Олика, належить до Луцького деканату Луцької дієцезії Римо-Католицької Церкви в Україні. Костел є постійно діючим храмом олицької римо-католицької парафії, а в колегіальному костелі Святої Трійці меси та богослужіння відбуваються лише з нагоди великих релігійних свят. Католицька громада міста нараховує близько 200 осіб.
Храм є пам'яткою архітектури національного значення, охоронний номер № 118. Збудований на давньому цвинтарі костел є найдавнішою архітектурною пам'яткою Олики. Правдоподібно, що храм був збудований на місці давнішої церковиці.

## Історія храму

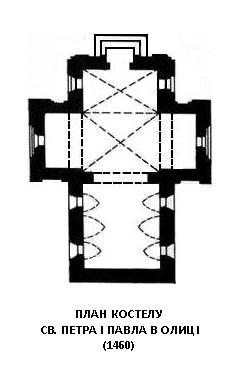
План костелу

Костел Святих Петра і Павла побудований, за офіційними даними, у 1450 році за сприяння литовського гетьмана Петра Івановича «Білого» Монтигеродовича — воєводи троцького, старости луцького.
У багатьох джерелах фігурують і інші дати спорудження храму: 1415, 1445 та 1460 рік. Також існує версія, що храм, який зберігся до наших днів, був споруджений у ренесансовому стилі у 1550 році, а 1450 рік, яким датують цей костел, ймовірно, стосується попереднього храму, можливо дерев'яного.
У 1565 році Микола Христофор Радзивілл «Чорний» перейшов у кальвінізм — костел став кальвінським збором (протестантським храмом).
У 1612 році костел перебудували. Пізніше він використовувався як каплиця.
Храм в деяких джерелах вважається найбільш ранньою із збережених до нашого часу памяткою латинського культового зодчества Волині, але костел Святої Трійці в Любомлі є давнішим, бо споруджений ще у 1412 році.

## Архітектура

### Екстер'єр
Костел споруджений у 1450 році. Був перебудований в 1612 році. Згодом використовувався як капличка. Кам'яний, однонавовий, хрестовий в плані (виражений трансепт), з подовженим прямокутним презбітерієм. Перекритий зімкнутими і хрестовими склепіннями. Нерозчленовані площині стін прорізані арочними вікнами. Головний фасад наслідує форми архітектури раннього бароко.

### Інтер'єр
Інтер'єр костелу прикрашений вкрай стримано. У вівтарній частині п'яти розпалубок спираються на різні білокам'яні кронштейни, а п'яти арки між вівтарем і західним простором позначені профільованими імпостами. На східній стіні вівтарної частини зберігся темперний розпис, що зображує кіот, витриманий в архітектурних формах бароко. Крім того, у західну стіну південного трансепту вмурована білокам'яна надгробкова плита з гербом в центрі, що має дату, — 1607 рік.

## Малюнок
Невідомий художник. Олика. Костел св. Петра і Павла XVI ст. 1936 р. Папір, туш, «сухий пензлик»; 17,3х24,6 см. Фонди Волинського краєзнавчого музею. Інв. № Г-285.
За кам'яною огорожею, яка має два входи — центральний і боковий, серед дерев зображена церква з дзвіницею.
Внизу зліва напис «Ołyka», справа монограма художника і дата «KN-36».

## Усипальниця
Була похована дружина Станіслава Радзивілла Марина — донька волинського каштеляна Михайла Мишки.

## Галерея

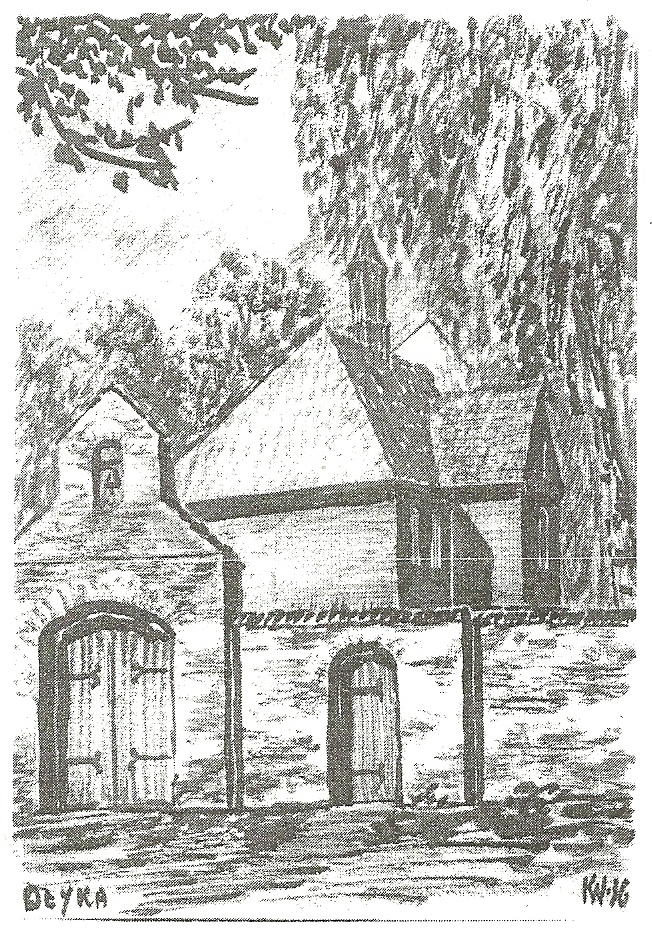
Невідомий художник. Олика. Костел св. Петра і Павла. 1936 р.

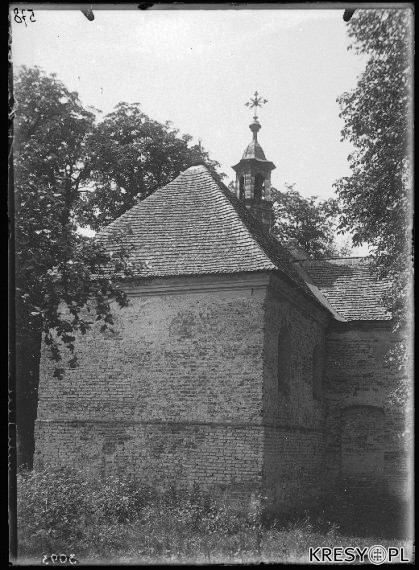
Вигляд із східного боку. Фото першої половини 20 століття
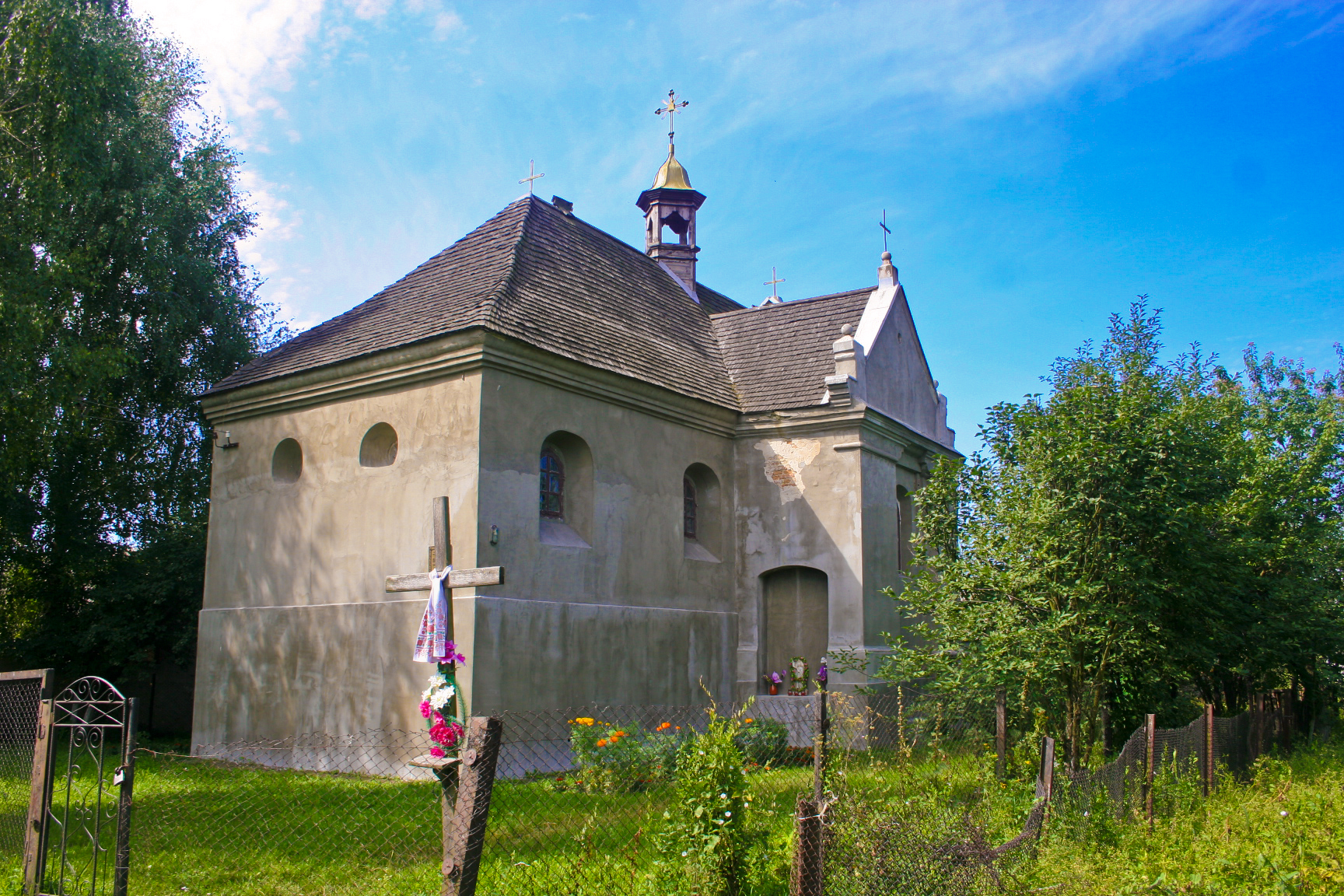
Вигляд з північно—східного боку. Фото 2011 року
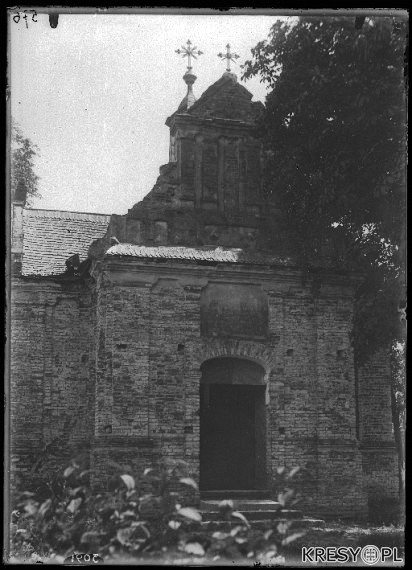
Західний фасад храму. Фото першої половини 20 століття
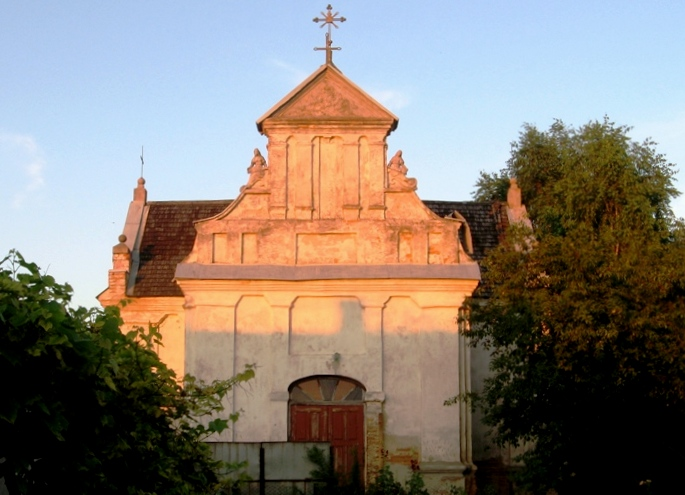
Західний фасад храму. Фото 2010 року
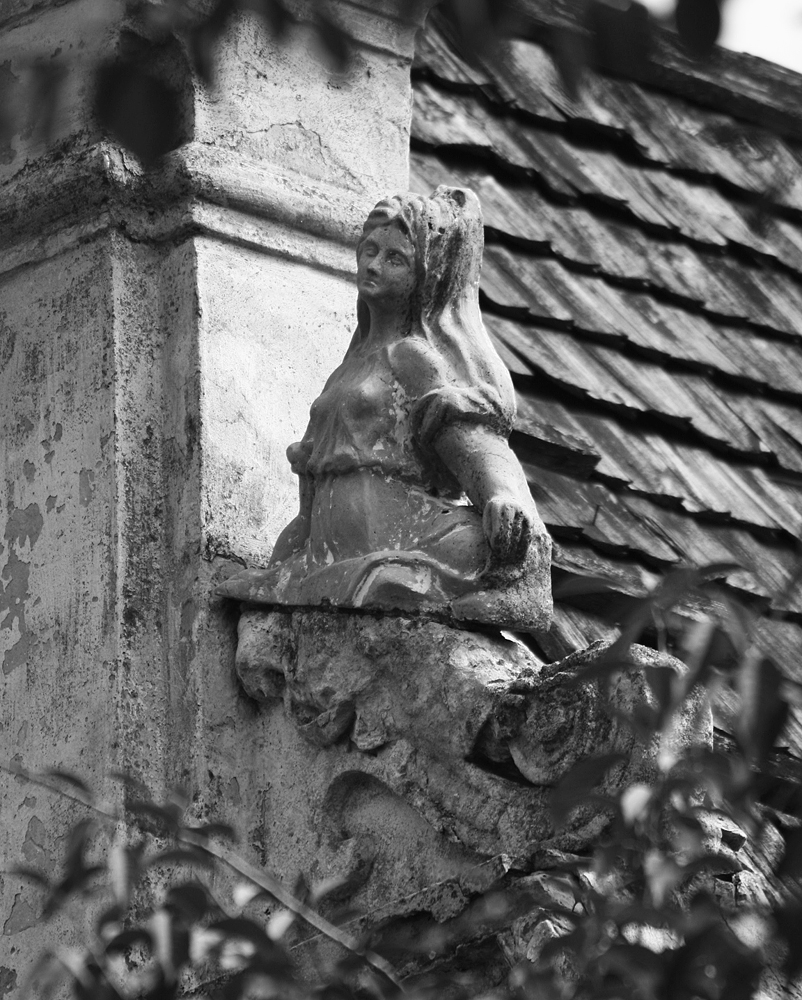
Фрагмент західного фасаду. Фото 2011 року
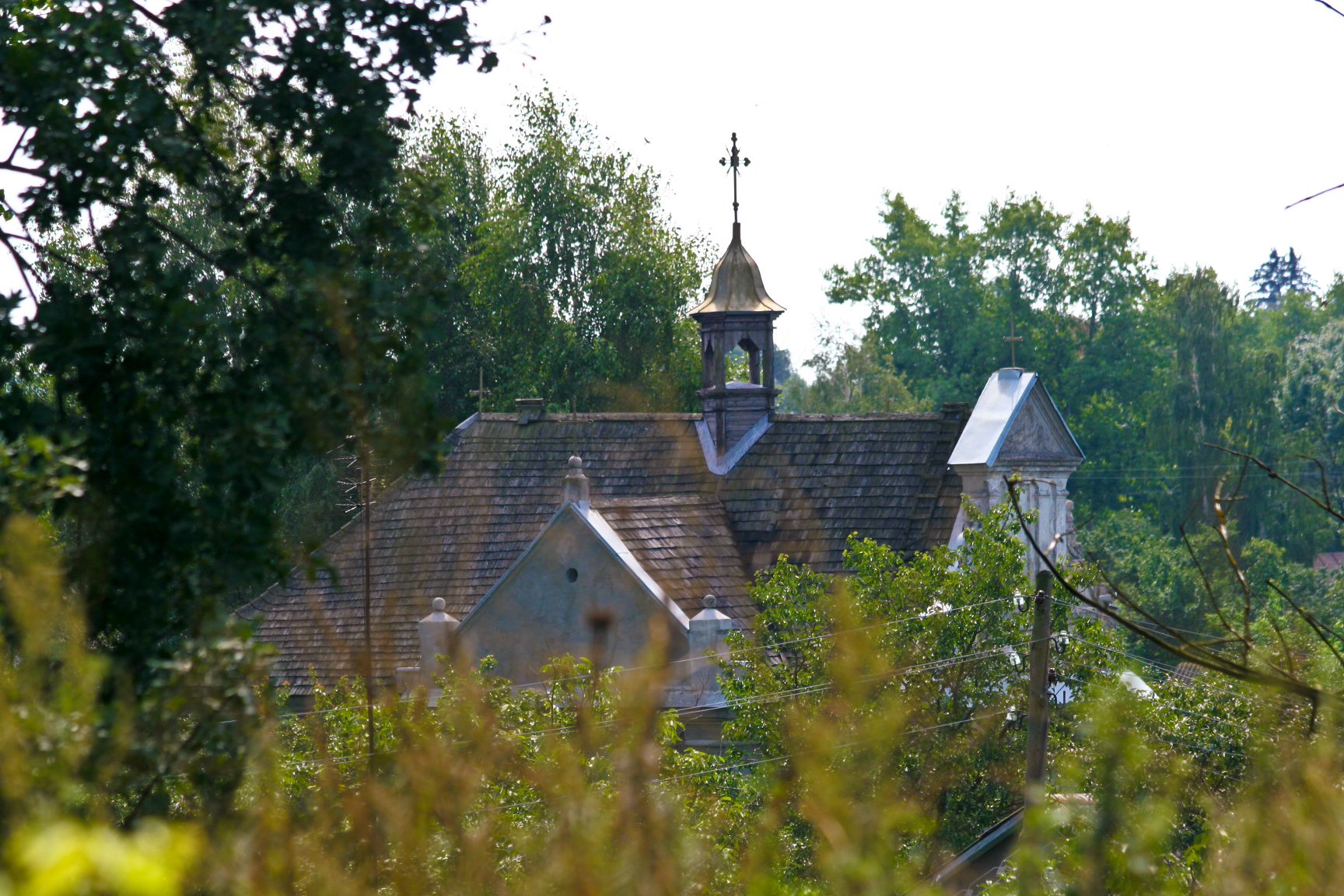
Гонтовий дах костелу з північно-західного боку. Фото 2011 року
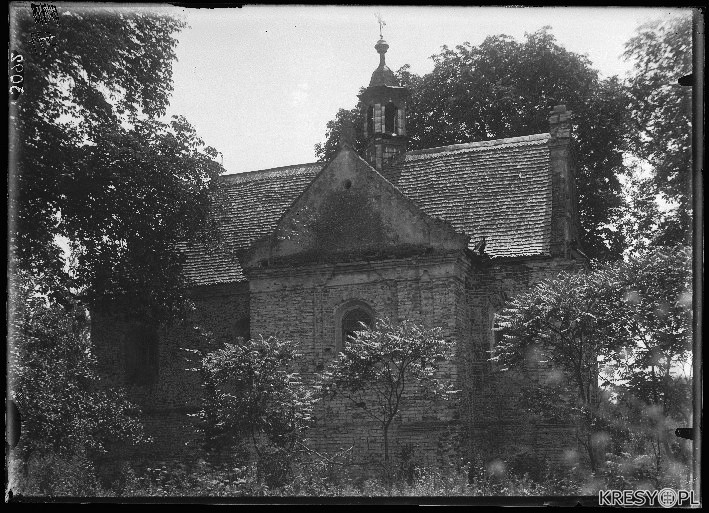
Вигляд із північного боку. Фото першої половини 20 століття